# Parlagi madársóska
A parlagi madársóska (Oxalis dillenii) a madársóskafélék családjába tartozó, Észak-Amerikában őshonos, Európában inváziós fajként viselkedő növény.

## Megjelenése
A parlagi madársóska 10–30 cm magas, lágyszárú egynyári vagy évelő növény. Szára felfelé törekvő, nem a földön elfekvő, szárcsomóinál nem gyökerezik le. A felületén található szőrök a szárhoz simulnak, felfelé állnak. Általában átellenes állású levelei hármasan összetettek, világoszöld színűek. A levélkék kb. egyhatod, egynegyed részükig karéjosak. A levélnyél aljánál lévő megnyúlt pálhalavelek vége lekerekített, szélességük 0,2-0,5 mm.
Májustól októberig virágzik. Virágai általában kettesével nőnek, vékony, 2–3 cm-es száruk a felső levél hónaljából ered. Öt szirma sárga, hosszúkás, végük lekerekített. Csészeleveleik megnyúltak, hegyesek, finoman szőrösek, a sziromok feléig/kétharmadáig érnek. 10 porzója a tövénél gyűrűszerűen összenő. Terméses állapotban a kocsányok visszatörtek.
Termése 15–20 mm hosszú, keskeny, hegyes toktermés. Felületén hosszabb elálló és rövidebb, lefelé hozzásimuló szőrök találhatóak. 1-1,3 mm-es barna magvait 8-10 fehér élű, keresztirányú ránc barázdálja.
A parlagi madársóskán kívül Magyarországon három másik rokon faj fordul elő, az őshonos erdei madársóska (O. acetosella) és a szintén invazív szürke madársóska (O. corniculata) és felálló madársóska (O. stricta).

## Elterjedése
Észak-Amerikában, az Egyesült Államok keleti és középső részén őshonos, innen terjedt tovább Kanadába. Európába feltehetően kereskedelmi rakományokkal került át a magva. Németországban az 1960-as évek elején jelent meg. Ma európai elterjedésének északi határa Norvégia, a déli Bulgária.
Magyarországon első előfordulása 1926-ból Tiszabezdédről származik (utólagos herbáriumi példány alapján), de csak 1970-ben írták le. Az egész ország területén előfordul, de a Duna-Tisza közén ritka. Inváziós növényfaj, de számottevő természetvédelmi gondot nem okoz.

## Életciklusa
Melegebb éghajlat alatt évelő, hűvösebb körülmények között (mint Magyarországon) egynyári növény. Főleg magokkal terjed. Felnyíló tokterméseik több méterre is elszórják a magokat, amelyek legjobban 15–26 °C-on csíráznak. A virágok májusban jelennek meg rajta, de folyamatosan virágzik, egészen szeptember végéig-október elejéig. Önmegporzó vagy rovarok porozzák be.
Kertekben, parkokban, tarlókon, erdei nyiladékokban gyakori növény. Fénykedvelő, de tűri az árnyékolást. A nedves, üde, semleges kémhatású talajt preferálja. 

## Felhasználása
Levelei ehetőek, kellemesen savanyú ízűek, de oxálsavtartalma miatt nagyobb mennyiségben fogyasztva megköti a szervezet kalciumtartalékait, a kalcium-oxalát kristályok pedig károsíthatják a vesét.

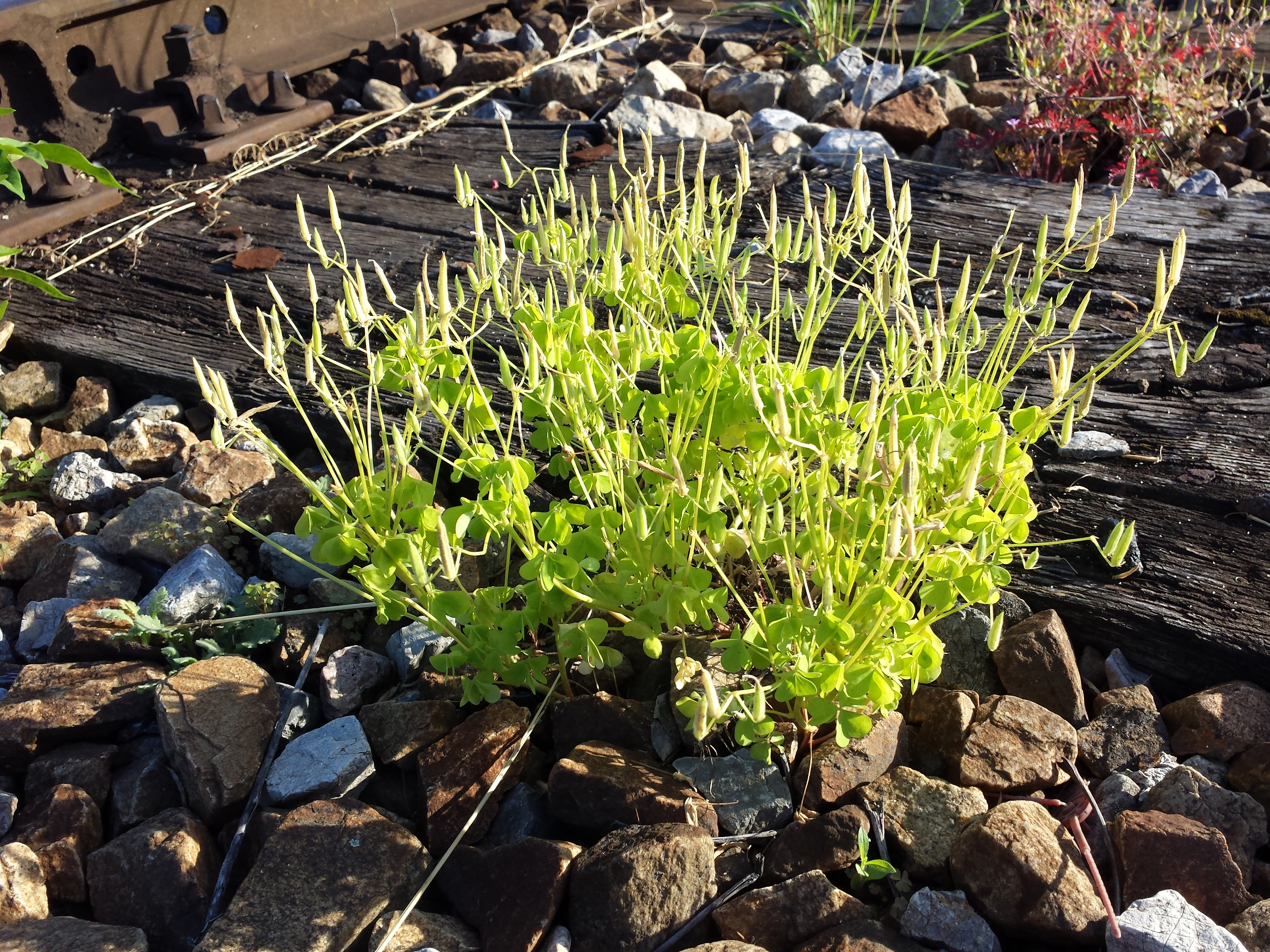
Habitusa termésekkel
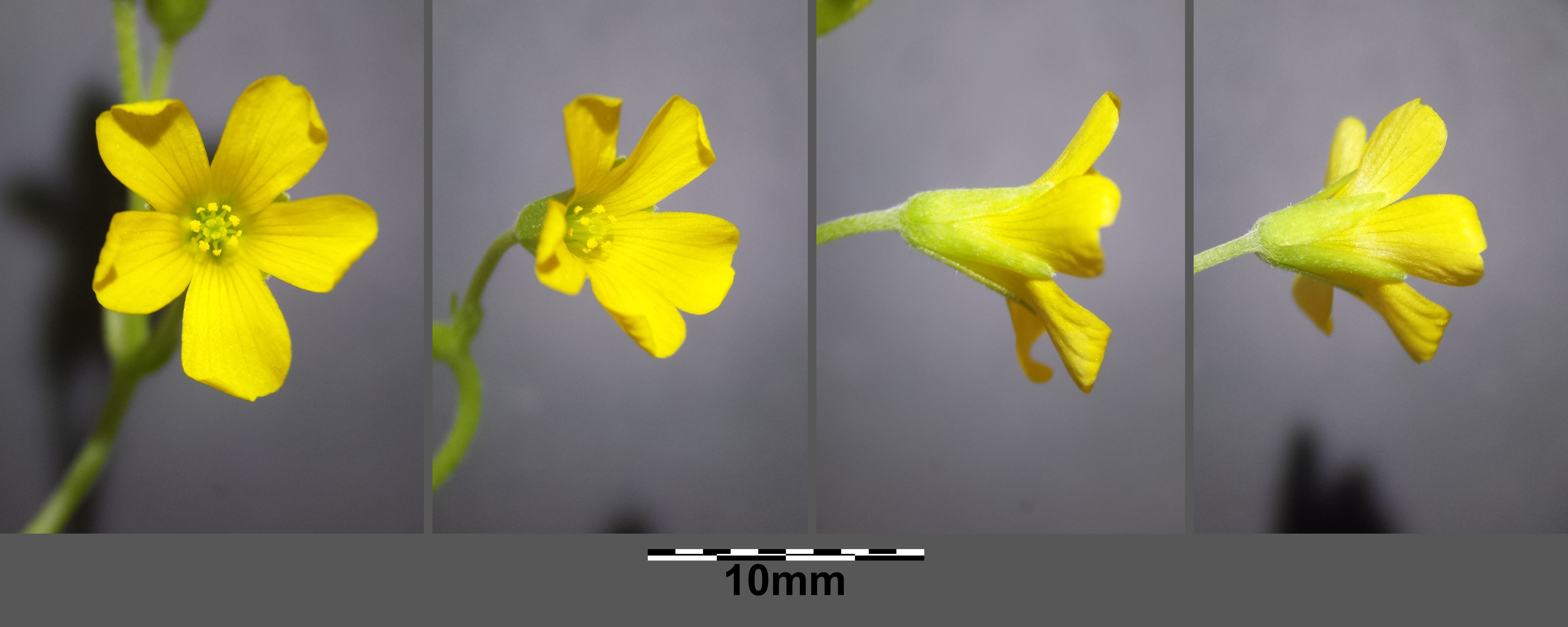
Virágai
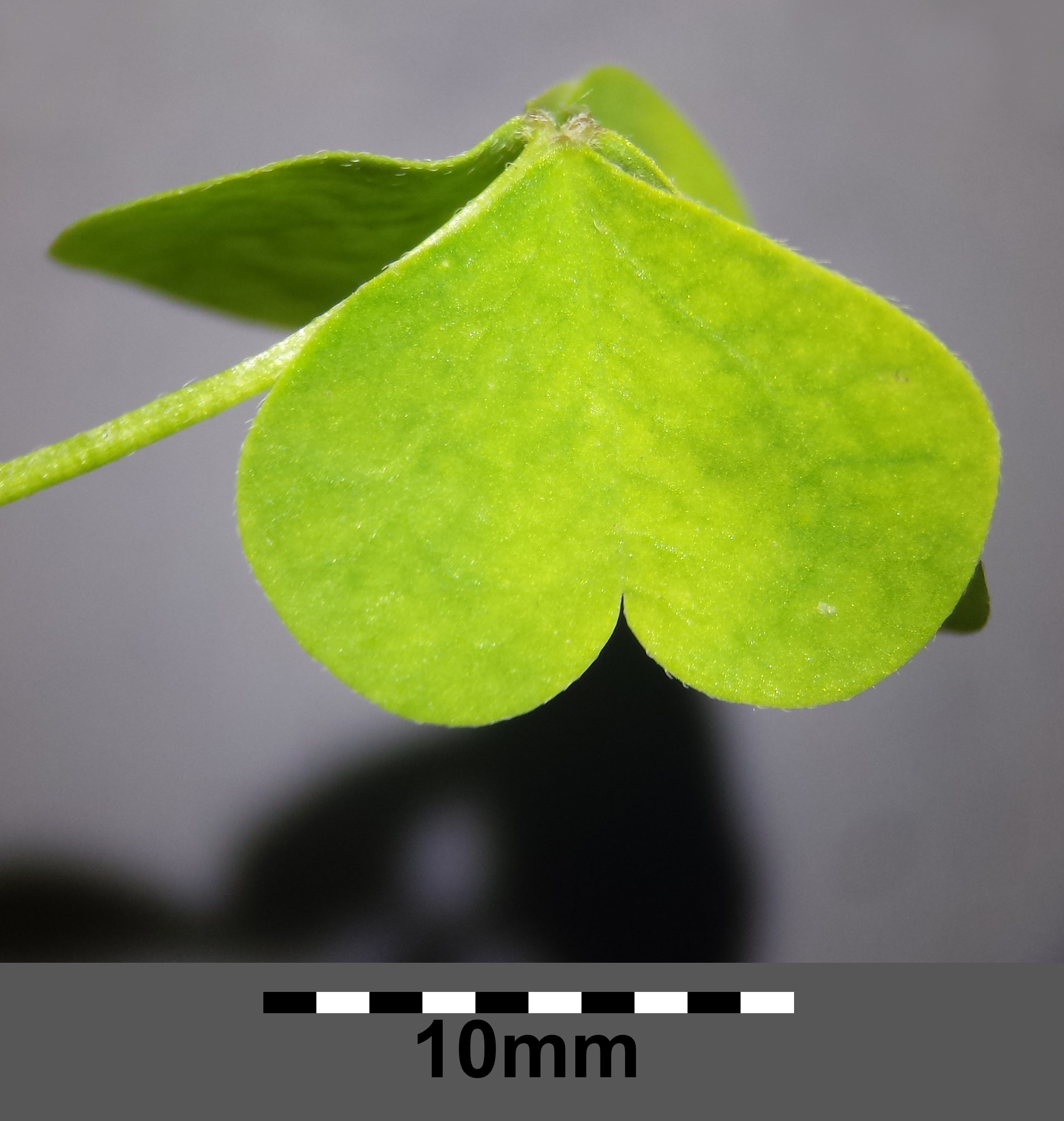
Levele
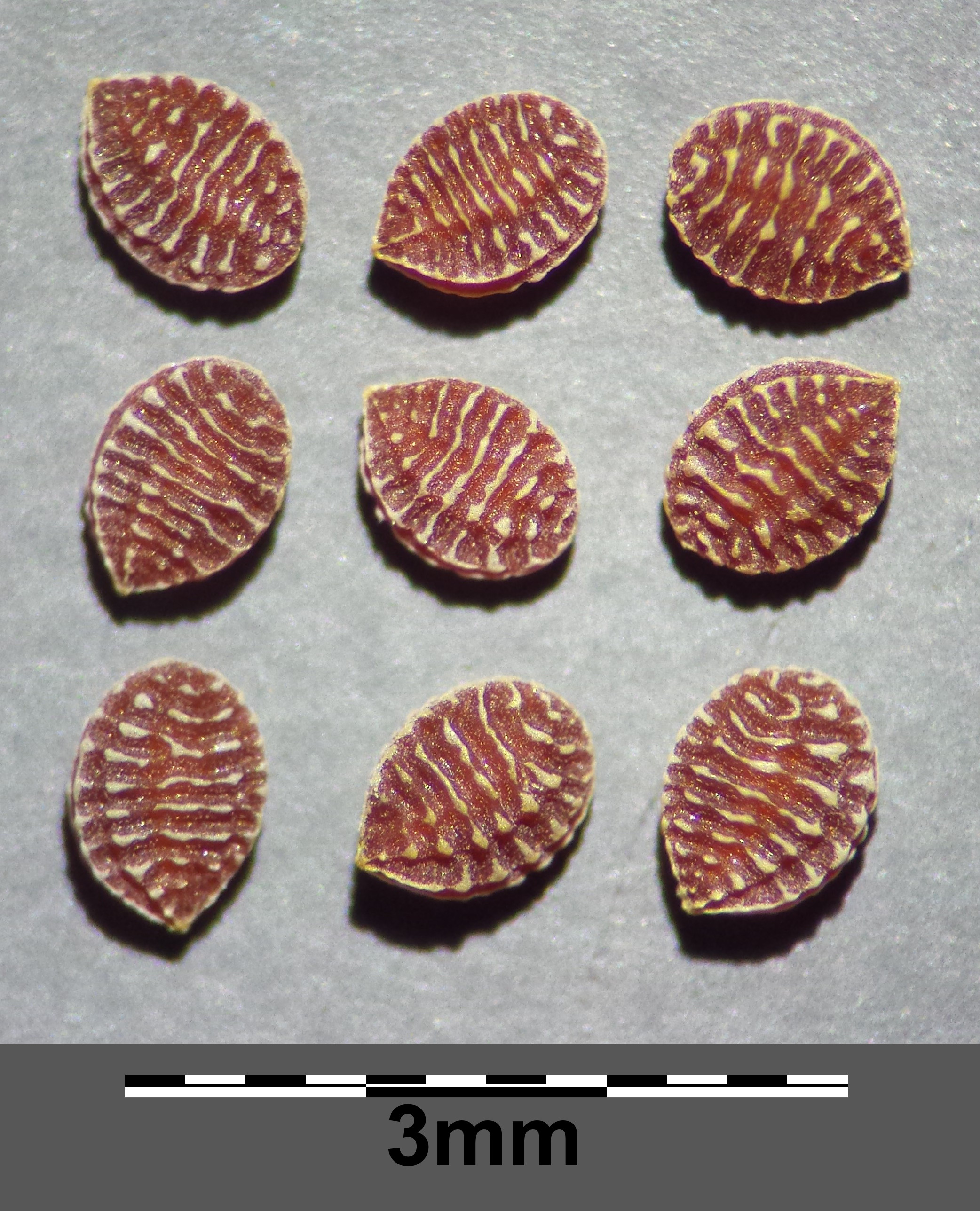
Magvai